# Fontiès-d’Aude
Fontiès-d’Aude – miejscowość i gmina we Francji, w regionie Oksytania, w departamencie Aude. Przez gminę przepływa rzeka Aude.
Według danych na rok 1990 gminę zamieszkiwało 336 osób, a gęstość zaludnienia wynosiła 55 osób/km² (wśród 1545 gmin Langwedocji-Roussillon Fontiès-d’Aude plasuje się na 603. miejscu pod względem liczby ludności, natomiast pod względem powierzchni na miejscu 961.).

## Zabytki
Zabytki w miejscowości posiadające status Monument historique:
- croix de métier